# Ігнатишин Олександр Володимирович
Олекса́ндр Володи́мирович Ігнати́шин (нар. 10 жовтня 1991 — пом. 25 листопада 2014) — молодший сержант Збройних сил України.

## Життєпис
Військовослужбовець 128-ї гірсько-піхотної бригади, служив за контрактом, командир відділення.
25 листопада 2014-го загинув біля села Нікішине під час вчиненого терористами мінометного обстрілу взводного опорного пункту. Тоді ж поліг Павло Стець.
Похований в Міжгір'ї.

## Нагороди та вшанування
- 14 березня 2015 року за особисту мужність і героїзм, виявлені у захисті державного суверенітету та територіальної цілісності України, вірність військовій присязі під час російсько-української війни, відзначений — нагороджений орденом «За мужність» III ступеня (посмертно).[1]